# 17号美国国道
美國國道17是美國的主要公路之一，一直伸延至美國東南部。
這美國國道穿過維吉尼亞、北卡羅萊納、南卡羅萊納、佐治亞、佛羅里達。

## 連接

### 維吉尼亞
- 81號州際公路
- 66號州際公路
- 64號州際公路
- 95號州際公路

- 美國國道211
- 美國國道15
- 美國國道29
- 美國國道301
- 美國國道60